# ジョゼフ＝エクトル・フィオッコ
ジョゼフ＝エクトル・フィオッコ（Joseph-Hector Fiocco、1703年1月20日 ブリュッセル - 1741年 6月22日 同地）は、ベルギー盛期バロック音楽の作曲家。指揮者やヴァイオリニストとしても活動した。フランス・クラヴサン楽派に影響されたチェンバロ作品によって名を遺している。
父親はヴェネツィア出身で、1682年よりオーストリア領ネーデルラントの首府ブリュッセルに定住したイタリア人作曲家ピエトロ・アントニオ・フィオッコ。父親と兄から音楽教育を受け、アントウェルペン大聖堂のヴァイオリニストや聖歌隊長を務めた。1737年にブリュッセルに里帰りし、聖ギュデュル教会の聖歌隊長に就任するが、それから4年後に夭逝した。
その楽曲は、イタリア音楽とフランス音楽のそれぞれの様式を結びつけ、早くもギャラント様式の要素を取り込んでいる。いわゆる万能人でもあり、音楽家としての活躍の傍ら、語学教師として古典ギリシア語やラテン語の指導にも携わった。さらに、弦楽器製造にも勤しんでいる。

## 主要作品一覧
- クラヴサンのための舞曲集 作品1（1730年ごろ出版）一部はイタリア様式、一部はフランソワ・クープランに倣ったフランス様式による
- ヴァイオリンと弦楽合奏のためのアレグロ
- 一連の宗教曲（モテット、循環ミサ曲、ルソン・ド・テネブレ）自筆譜のまま伝承